# Дармштадтий
| 110        | Дармштадтий |
| Ds(281)    |             |
| 5f146d97s1 |             |

Дармшта́дтий (химический символ — Ds, от лат. Darmstadtium) — искусственно синтезированный химический элемент 10-й группы (по устаревшей классификации — побочной подгруппы восьмой группы, VIIIB) седьмого периода периодической системы химических элементов Д.И. Менделеева с атомным номером 110.

## История
Элемент получил название по месту открытия. Впервые синтезирован 9 ноября 1994 в Центре исследований тяжёлых ионов (нем. Gesellschaft für Schwerionenforschung, GSI), Дармштадт, С. Хофманном, В. Ниновым, Ф. П. Хессбергером, П. Армбрустером, Х. Фолгером, Г. Мюнценбергом, Х. Шоттом и другими. Обнаруженный изотоп имел атомную массу 269.
Новый элемент был получен в реакции слияния атомов никеля и свинца в результате бомбардировки свинцовой мишени ионами никеля в ускорителе ионов UNILAC в GSI.
Дармштадтий был четвёртым элементом, обнаруженным в GSI. Между 1981 и 1984 гг. там были получены и выделены элементы 107 (борий), 108 (хассий), 109 (мейтнерий). После открытия дармштадтия там же были синтезированы элементы 111 (рентгений) и 112 (коперниций).
В 2022 году в лаборатории ядерных реакций ОИЯИ был синтезирован изотоп 276Ds, в 2023 году — изотоп 275Ds.

## Получение
Изотопы дармштадтия были получены в результате ядерных реакций
{\displaystyle {\ce {{^{208}_{82}Pb}+{^{62}_{28}Ni}->{^{269}_{110}Ds}+{^{1}_{0}n}}}},
{\displaystyle {\ce {{^{208}_{82}Pb}+{^{64}_{28}Ni}->{^{271}_{110}Ds}+{^{1}_{0}n}}}},
{\displaystyle {\ce {{^{244}_{94}Pu}+{^{34}_{16}S}->{^{273}_{110}Ds}+5{^{1}_{0}n}}}},
а также в результате α-распада изотопов коперниция 283Cn и 285Cn.

## Происхождение названия
Учёные ОИЯИ из российского наукограда Дубна предлагали назвать этот элемент беккерелием (Bl) в честь открывателя радиоактивности Анри Беккереля (позже это же название стало предлагаться для 113-го элемента, который сейчас называется нихонием). Американская команда в 1997 году предложила название ганий (hahnium, Ha) в честь Отто Гана (ранее это имя использовалось для 105 элемента).
Рабочая группа Международного совета по теоретической и прикладной химии (IUPAC) в 2001 году подтвердила открытие нового химического элемента и признала приоритет GSI в этом открытии. В августе 2003 года IUPAC на своей 42-й Генеральной ассамблее в Оттаве официально ввёл в периодическую систему новый химический элемент под номером 110 под названием дармштадтий.

## Свойства
Радиоактивен. Однозначно определить химические характеристики дармштадтия тяжело из-за коротких периодов полураспада изотопов дармштадтия и ограниченного числа вероятных летучих соединений, которые могут быть изучены в очень небольших масштабах. Дармштадтий должен быть очень тяжёлым металлом с плотностью около 34,8 г/см3. Для сравнения, самый плотный известный элемент, для которого измерена его плотность, осмий, имеет плотность всего 22,61 г/см3.

## Известные изотопы
| Изотоп | Масса | Период полураспада | Тип распада                                        |
| ------ | ----- | ------------------ | -------------------------------------------------- |
| 267Ds  | 267   | 2,8+13,3 −1,2 мкс  | α-распад в 263Hs                                   |
| 269Ds  | 269   | 179+245 −66 мкс    | α-распад в 265Hs                                   |
| 270Ds  | 270   | 0,10+0,14 −0,4 мс  | α-распад в 266Hs                                   |
| 271Ds  | 271   | 1,63+0,44 −0,29 мс | α-распад в 267Hs                                   |
| 273Ds  | 273   | 0,17+0,17 −0,06 мс | α-распад в 269Hs                                   |
| 275Ds  | 275   | 62 мкс             | α-распад в 271Hs                                   |
| 279Ds  | 279   | 0,18+0,05 −0,03 с  | спонтанное деление (90 %), α-распад в 275Hs (10 %) |
| 281Ds  | 281   | 9,6+5,0 −2,5 с     | спонтанное деление (94 %), α-распад в 277Hs (6 %)  |

## Комментарии
1. ↑  Ранее элемент именовался как «унунни́лий» или «эка-платина», химический символ — Uun (от лат. Ununnillium).